# Internazionali di Francia 1934
Gli Internazionali di Francia 1934 (conosciuti oggi come Open di Francia o Roland Garros) sono stati la 39ª edizione degli Internazionali di Francia di tennis. Si sono svolti sui campi in terra rossa dello Stade Roland Garros di Parigi in Francia.
Il singolare maschile è stato vinto da Gottfried von Cramm, che si è imposto su Jack Crawford in cinque set col punteggio di 6–4, 7–9, 3–6, 7–5, 6–3. Il singolare femminile è stato vinto da Margaret Scriven, che ha battuto in due set Helen Jacobs. Nel doppio maschile si sono imposti Jean Borotra e Jacques Brugnon. Nel doppio femminile hanno trionfato Simonne Mathieu e Elizabeth Ryan. Nel doppio misto la vittoria è andata a Colette Rosambert in coppia con Jean Borotra.

## Seniors

### Singolare maschile
Gottfried von Cramm ha battuto in finale  Jack Crawford con il punteggio di 6–4, 7–9, 3–6, 7–5, 6–3.

### Singolare femminile
Margaret Scriven ha battuto in finale  Helen Jacobs con il punteggio di 7–5, 4–6, 6–1.

### Doppio maschile
Jean Borotra /  Jacques Brugnon hanno battuto in finale  Jack Crawford /  Vivian McGrath con il punteggio di 11–9, 6–3, 2–6, 4–6, 9–7.

### Doppio Femminile
Simonne Mathieu /  Elizabeth Ryan hanno battuto in finale  Helen Jacobs /  Sarah Palfrey Cooke con il punteggio di 3–6, 6–4, 6–2.

### Doppio Misto
Colette Rosambert /  Jean Borotra hanno battuto in finale  Elizabeth Ryan /  Adrian Quist con il punteggio di 6–2, 6–4.